# ULEB Eurocup MVP

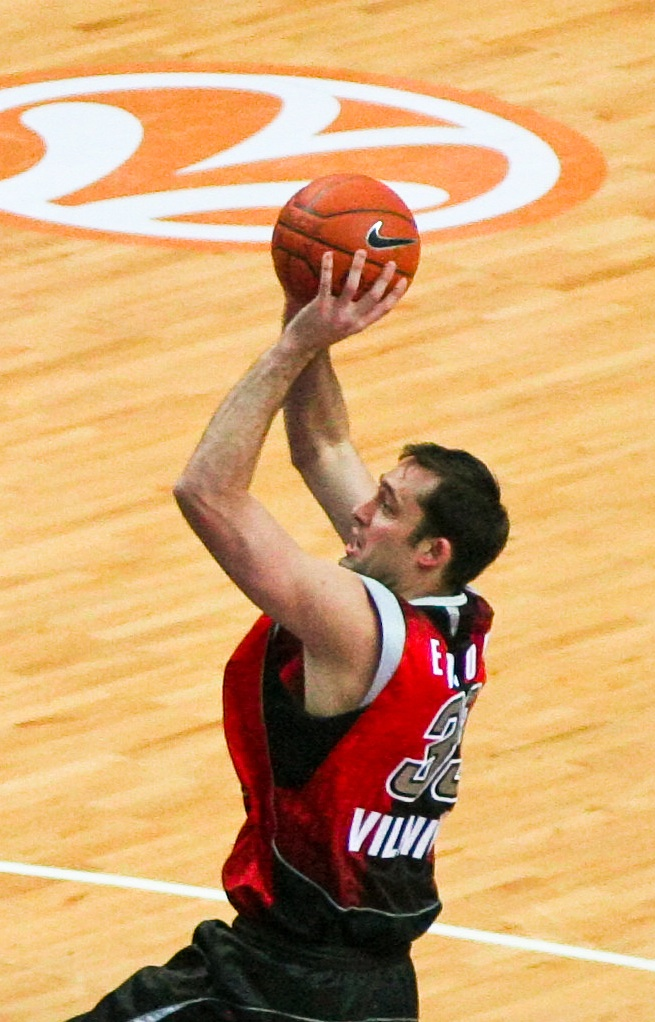
Chuck Eidson, primo vincitore del premio.

L'Eurocup MVP è il premio conferito dalla Eurocup al miglior giocatore della regular season.

## Vincitori
| Stagione  | Nazionalità        | Giocatore          | Squadra                |
| --------- | ------------------ | ------------------ | ---------------------- |
| 2008-2009 | Stati Uniti        | Chuck Eidson       | Lietuvos Rytas         |
| 2009-2010 | Croazia            | Marko Banić        | Bilbao Berri           |
| 2010-2011 | Stati Uniti        | Dontaye Draper     | Cedevita Zagabria      |
| 2011-2012 | Stati Uniti        | Patrick Beverley   | Spartak S. Pietroburgo |
| 2012-2013 | Grecia             | Nick Calathes      | Lokomotiv Kuban        |
| 2013-2014 | Stati Uniti        | Andrew Goudelock   | UNICS Kazan'           |
| 2014-2015 | Montenegro         | Tyrese Rice        | Chimki                 |
| 2015-2016 | Stati Uniti        | Errick McCollum    | Galatasaray            |
| 2016-2017 | Russia             | Aleksej Šved       | Chimki                 |
| 2017-2018 | Stati Uniti        | Scottie Wilbekin   | Darüşşafaka            |
| 2018-2019 | Stati Uniti        | Luke Sikma         | Alba Berlin            |
| 2019-2020 | non assegnato      | non assegnato      | non assegnato          |
| 2020-2021 | Stati Uniti        | Jamar Smith        | UNICS Kazan'           |
| 2021-2022 | Francia            | Mouhammadou Jaiteh | Virtus Bologna         |
| 2022-2023 | Stati Uniti        | Jerian Grant       | Türk Telekom           |
| 2023-2024 | Macedonia del Nord | T.J. Shorts        | Paris Basketball       |
| 2024-2025 | Stati Uniti        | Jared Harper       | Hapoel Gerusalemme     |